# Zone di protezione speciale dell'Abruzzo
Le zone di protezione speciale dell'Abruzzo, individuate in base alla Direttiva Uccelli (Direttiva 2009/147/CE) e appartenenti alla rete Natura 2000, sono nel complesso 16, 12 sono anche sito di interesse comunitario. La superficie complessiva compresa è pari a 363 710 ettari di superficie terrestre (pari al 30,04% del territorio regionale).

## Zone di protezione speciale
| Definizione dell'area                                          | Immagine | Codice Natura 2000 | Sup. (ha) | Coordinate                  | Note |
| -------------------------------------------------------------- | -------- | ------------------ | --------- | --------------------------- | --- |
| Abetina di Castiglione Messer Marino                           |          | IT7140121          | 630       | 41°54′17″N 14°25′01″E       | È anche SIC |
| Abetina di Rosello e Cascate del Rio Verde                     |          | IT7140212          | 2012      | 41°53′32″N 14°22′14″E       | È anche SIC |
| Bosco Paganello (Montenerodomo)                                |          | IT7140115          | 593       | 41°59′06″N 14°16′09″E       | È anche SIC |
| Gessi di Gessopalena                                           |          | IT7140116          | 402       | 42°03′35″N 14°14′51″E       | È anche SIC |
| Ginepreti a Juniperus macrocarpa e Gole del Torrente Rio Secco |          | IT7140117          | 1311      | 42°04′46″N 14°17′48″E       | È anche SIC |
| Gole di Pennadomo e Torricella Peligna                         |          | IT7140214          | 269       | 42°00′56″N 14°19′29″E       | È anche SIC |
| Lago di Serranella e Colline di Guarenna                       |          | IT7140215          | 1092      | 42°07′56″N 14°18′01″E       | È anche SIC |
| Lecceta di Casoli e Bosco di Colleforeste                      |          | IT7140118          | 596       | 42°06′30″N 14°15′36″E       | È anche SIC |
| Monte Pallano e Lecceta d'Isca d'Archi                         |          | IT7140211          | 3270      | 42°02′19″N 14°23′11″E       | È anche SIC |
| Monte Sorbo (Monti Frentani)                                   |          | IT7140123          | 1329      | 41°59′40″N 14°31′56″E       | È anche SIC |
| Monti Frentani e Fiume Treste                                  |          | IT7140210          | 4644      | 41°55′44″N 14°32′23″E       | È anche SIC |
| Monti Simbruini                                                |          | IT7110207          | 19886     | 41°56′08″N 13°21′25″E       | È anche SIC. Copre una vasta fascia a est del Parco naturale regionale Monti Simbruini e comprende la Riserva naturale guidata Zompo lo Schioppo |
| parco nazionale d'Abruzzo, Lazio e Molise ed aree limitrofe    |          | IT7120132          | 51149     | 41°42′53.95″N 13°50′23.81″E | |
| parco nazionale della Maiella                                  |          | IT7140129          | 74082     | 41°56′09.3″N 14°01′54.63″E  | Corrisponde al territorio del Parco nazionale della Maiella                                                                                      |
| parco nazionale del Gran Sasso e Monti della Laga              |          | IT7110128          | 143311    | 42°27′36″N 13°34′19.2″E     | Corrisponde al territorio del Parco nazionale del Gran Sasso e Monti della Laga                                                                  |
| Sirente Velino                                                 |          | IT7110130          | 59134     | 42°10′45.74″N 13°34′11″E    | |